# Sexualidade de Leonardo da Vinci

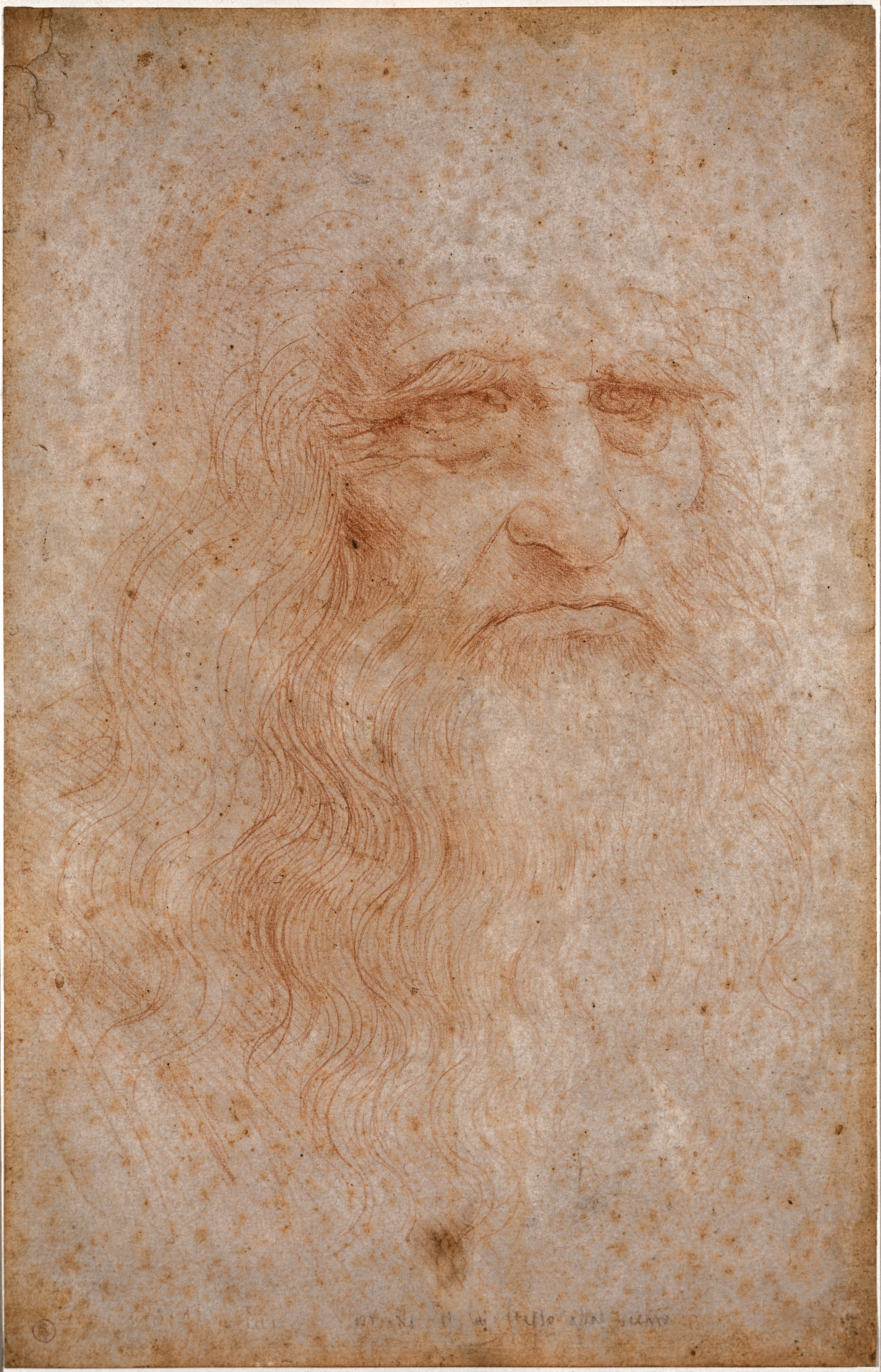
Leonardo da Vinci (1452 - 1519)

A controvérsia sobre a sexualidade de Leonardo da Vinci parte das informações sobre as relações pessoais de Leonardo, provenientes de registros históricos e dos escritos dos seus muitos biógrafos, cuja disposição para discutir os aspectos relacionados com a orientação sexual do artista variou com as atitudes da época em que viveram.
O seu biógrafo quase contemporâneo, Vasari, descreve dois belos jovens como "amados" de Leonardo em vários pontos dos escritos sobre a sua vida. No século XX, vários biógrafos tornaram mais explícita a referência à homossexualidade de Leonardo.

## Geral
A nota biográfica mais explícita em relação à vida íntima de Leonardo é um registro de um tribunal florentino que descreve a acusação anônima de sodomia com prostituto masculino (Jacopo Saltarelli) feita contra Leonardo (e outros três acusados), quando ainda se encontrava na oficina de Verrocchio. Dois meses depois Leonardo foi ilibado por falta de provas e o fato de um dos acusados ter conexão com os Médici, o que arquivou o caso com a "condição de que não fossem feitas novas acusações".
A sodomia era considerada um crime muito grave, possível de condenação a pena de morte, razão pela qual eram exigidas provas claras da sua prática e raramente eram condenados os acusados. A homossexualidade na Florença de Leonardo era de tal forma tolerada que Florenzer era utilizado á época na Alemanha para referir em calão um homossexual. As denúncias falsas eram bastante frequentes nesse tempo, utilizadas anonimamente pelos inimigos do denunciado. É possível que tenha sido esse o caso com Leonardo. Não existe evidência que, na sua longa carreira depois de deixar Florença (após ter uma segunda acusação em Latim, arquivada por falta de testemunhas e com a mesma condição de antes), Leonardo tenha sido acusado de novo do mesmo crime.
Elizabeth Abbott, na sua History of Celibacy ("História do Celibato"), argumenta que embora Leonardo fosse, provavelmente, homossexual, o trauma do caso da acusação de sodomia condenou-o ao celibato para o resto da sua vida. Uma opinião semelhante sobre um Leonardo homossexual, mas casto aparece no famoso artigo de 1910 de Sigmund Freud, Leonardo da Vinci e uma Memória da sua Infância, que analisa uma recordação de Leonardo em que ele descreve como, quando ainda bebê, foi atacado por uma ave de rapina que lhe abriu a boca e "me enfiou a cauda por entre os lábios repetidamente". Freud indicou que o simbolismo era claramente fálico, mas argumentou que a homossexualidade de Leonardo seria apenas latente: que ele nunca teria agido em conformidade com os seus desejos sexuais.
Porém, Freud começou se valendo duma tradução errada da palavra milhafre para o alemão (abutre), se lançando numa discussão sobre o simbolismo da palavra abutre no Egito Antigo "e sua ligação etimológica com as palavras abutre e mãe", o que era irrelevante, como admitido pelo próprio. Mas também colocou que a palavra cauda (coda) é uma gíria para pênis e que seus desejos foram canalizados para sua criatividade fervilhante.  Os escritos e os livros de notas deixados por Leonardo revelam uma luta com a sexualidade: numa passagem famosa dos seus livros de anotações, Leonardo afirma "o acto da procriação e tudo com ele relacionado é tão nojento que a raça humana rapidamente desapareceria se não existissem caras bonitas e inclinações sensuais".

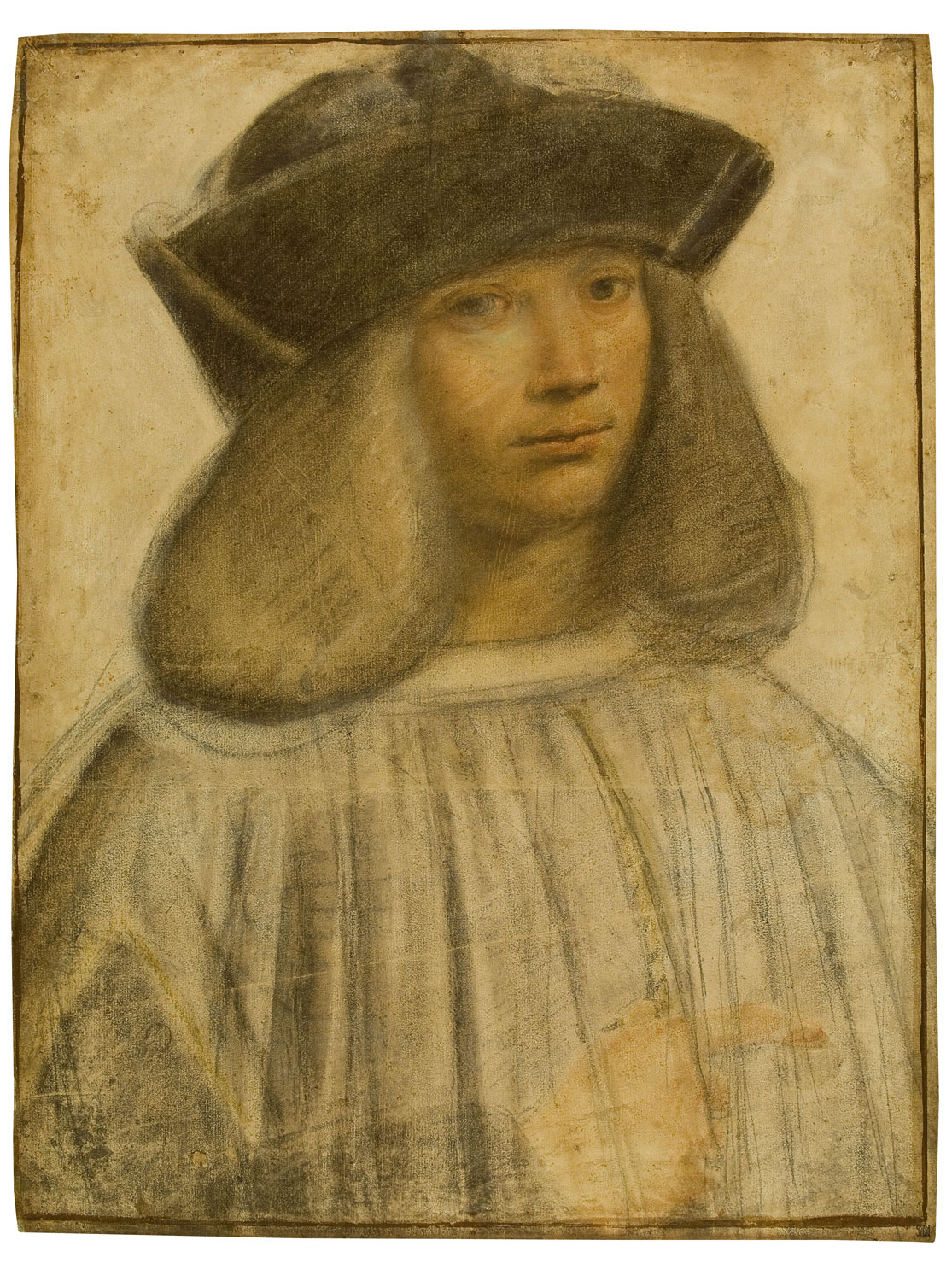
Francesco Melzi, um dos possíveis amantes de Leonardo da Vinci.

Na sua vida adulta, Leonardo relacionou-se pouco com mulheres e nunca casou; entre os seus numerosos esboços anatômicos apenas se encontram dois desenhos detalhados dos órgãos reprodutivos femininos, um dos quais invulgarmente distorcido. No entanto, David M. Friedman refere que isso não é evidência de uma sexualidade diminuída, apenas de uma redução de interesse pelas mulheres. Argumenta que os livros de anotações de Leonardo revelam que o interesse de Leonardo por homens e pela sexualidade não foi perturbado pelo julgamento em tribunal, e concorda com o historiador de arte Kenneth Clark quando este refere que Leonardo nunca se tornou assexual.
Serge Bramly também refere que "o facto de Leonardo advertir contra a luxúria não significa que ele próprio fosse casto". Michael White, em Leonardo: The First Scientist indica que é provável que o julgamento tenha provocado em Leonardo um sentimento de cautela e defesa em relação às suas relações pessoais e à sua sexualidade, mas não o terá dissuadido de manter relações íntimas com homens: "não há muitas dúvidas de que Leonardo continuou a ser um homossexual praticante".
Os registos históricos mostram que, depois do julgamento, Leonardo manteve duas ligações de longa duração com rapazes: os seus dois alunos Gian Giacomo Caprotti da Oreno, de alcunha Salai ou Il Salaino (com o sentido de "diabinho"), que chegou à sua casa em 1490 com apenas 10 anos, e Francesco Melzi, o filho de um aristocrata de Milão, que se tornou seu aprendiz em 1506. Outras relações, com um homem desconhecido chamado Fioravante Domenico e com um falcoeiro, Bernardo di Simone, são sugeridas na biografia escrita por Michael White, embora as relações com Salai e Melzi tenham sido as mais duradouras.

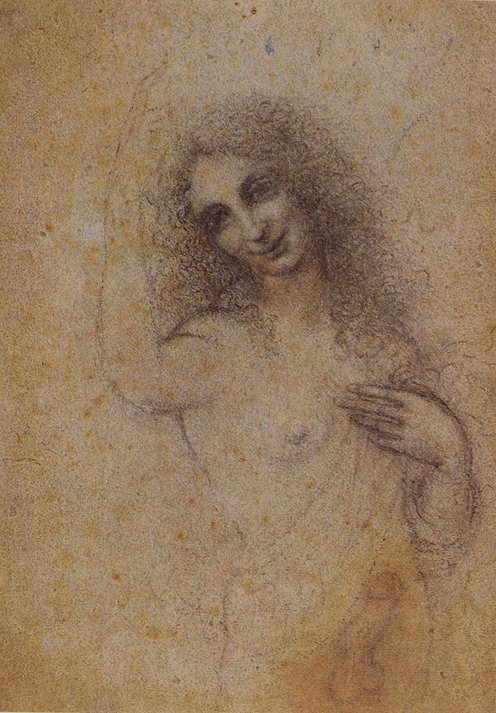
The Incarnate Angel, (desenho a carvão, c. 1515) claramente relacionado com o quadro "São João Batista".

Vasari descreve Salai como um "gracioso e bonito rapaz com um belo cabelo ondulado" e o seu nome é referido (embora riscado) no verso de um desenho erótico por Leonardo, The Incarnate Angel; redescoberto em 1991 numa colecção alemã, trata-se de um de uma série de desenhos eróticos de Salai (e outros?) por Leonardo, originalmente na British Royal Collection, sendo possivelmente uma variante bem-humorado do seu "São João Batista". O "Diabinho" fez jus ao seu nome: um ano após o ter recebido, Leonardo elaborou uma lista das suas qualidades, incluindo "ladrão, mentiroso, teimoso e glutão". Apesar do seu mau comportamento geral - foi apanhado a roubar dinheiro e valores em, pelo menos, cinco ocasiões, gastou fortunas em vestuário e morreu, talvez, num duelo - Salai manteve-se como companheiro, assistente e serviçal de Leonardo por trinta anos, tendo recebido, em testamento, a Mona Lisa, já então muito valorizada.
Vinte anos mais tarde, o conde Melzi foi um companheiro mais tranquilo, embora talvez menos excitante, para o velho Leonardo. Numa carta, Melzi descreve a intimidade da sua relação com Leonardo como sviscerato et ardentissimo amore ("profundo e ardentíssimo amor"), e foi ele, mais que Salai, que acompanhou Leonardo nos seus últimos dias em França. Melzi teve subsequentemente um papel importante como guardião dos livros de apontamentos de Leonardo, preparando-os para publicação de acordo com os desejos do seu mestre. No entanto, apesar de ser Melzi quem acompanhou Leonardo no seu leito de morte, um dos dois retratos que o artista manteve sempre na sua mesa de cabeceira foi o retrato de Salai como São João Batista, sorrindo enigmaticamente e apontando para o céu com um dos dedos.

### Por Leonardo
Leonardo chegou a apresentar repugnância contra práticas heterossexuais:
"O ato sexual do coito e as partes do corpo empregadas nele são tão repulsivas que, não fosse a beleza dos rostos e os enfeites dos atores e seus impulsos reprimidos, a natureza já teria perdido a espécie humana".
Em "Sobre o Pênis", ele diz de forma humorada:
"O pênis ás vezes demonstra possuir intelecto próprio. Embora um homem possa desejar ser estimulado, o pênis permanece obstinado e age por sua conta, às vezes até se movendo sozinho, sem a permissão de seu dono. Independentemente de estar acordado ou dormindo, ele faz o que desenha. É comum que o homem deseje usá-lo e ele deseje outra coisa, e é comum que ele queira ser usado e o homem o proíba. Portanto, me parece que essa criatura possui vida e inteligência separadas das do homem."
Ainda mostrando achar curioso que o órgão fosse uma fonte de embaraço, ele disse que "O homem está errado em sentir vergonha de dar um nome a ele ou mostrá-lo... Ficam sempre cobrindo e escondendo algo que merece ser adornado e exibido com solenidade". O que em sua arte acabou demonstrando uma fascinação maior pelo corpo masculino, apesar de ser um mestre ao retratar mulheres de forma psicológica, mas em seus estudos anatômicos acabou transformando a genitália feminina em algo mais "grosseiro", "similar a uma caverna escura e proibida".